# Emma Samuelssonová
Emma Katinka Renée Samuelssonová (* 17. října 1988 Åsa, Švédsko) je švédská sportovní šermířka, která se specializuje na šerm kordem. Švédsko reprezentuje od prvního desetiletí jednadvacátého století. Na olympijských hrách startovala v roce 2008 v soutěži jednotlivkyň. V soutěži jednotlivkyň postoupila na olympijských hrách do čtvrtfinále. V roce 2015 obsadila druhé místo na mistrovství světa a v roce 2007 druhé místo na mistrovství Evropy v soutěži jednotlivkyň.